# Galaxy Science Fiction
Galaxy Science Fiction a fost o revistă americană de literatură științifico-fantastică care a apărut în perioada 1950 - 1980. A fost fondată în octombrie 1950 de Horace L. Gold. Acesta a fost angajat de compania italiană World Editions, care dorea să cucerească piața americană de profil.

## Lista editorilor
- Horace L. Gold (oct 1950 - 1961)
- Frederik Pohl (1961 - 1969)
- Eljer Jakobssen (1969 - iun 1974)
- James Baen (iun 1974 - oct 1977)
- John J. Pierce (1977 - 1979)
- Hank Stine (iul 1979 - sept 1979)
- Floyd Kemske (1980)
- E. J. Gold (1994 - 1995)

## Autori
- Damon Knight, J. T. McIntosh, Daniel F. Galouye, Willy Ley, Avram Davidson, Philip K. Dick, William Tenn, Isaac Asimov, C. M. Kornbluth, Theodore Sturgeon, Robert Sheckley, John Brunner, Anne McCaffrey, Keith Laumer, Mark Clifton, Ben Bova, Larry Niven, James E. Gunn, Robert Silverberg, Frederik Pohl, Alfred Bester, Arthur Sellings, Clifford D. Simak, Roger Dee, Edward Wellen, Bryce Walton...

## Ilustratori
- Ed Emshwiller, Chesley Bonestell (1888-1986), Virgil Finlay, Dick Francis, Wally Wood, Jack Gaughan, Don Sibley, Vaughn Bodé, Reese, Pederson.

## Vezi și
- Galaxy Science Fiction Novels